# 1999 RG33
1999 RG33 är en centaur i yttre solsystemet, som upptäcktes den 4 september 1999 av Catalina Sky Survey projektet.